# Gramática contrastiva
La gramática contrastiva es el estudio que indaga sobre las convergencias y divergencias que poseen las diversas estructuras gramaticales de las lenguas contrastados entre sí, para determinar las características dominantes y recesivas que constituyen su tipología morfosintáctica.
Un objetivo de la gramática contrastiva es establecer una jerarquía de los aspectos gramaticales, léxicos o semánticos que tienen una posibilidad de interferencia fuerte o débil entre dos lenguas.

## Gramática contrastiva contra otros estudios
La gramática contrastiva es una rama de lingüística contrastiva, sin embargo, a diferencia de la gramática contrastiva, la lingüística contrastiva abarca más campos de estudio: gramática, léxico y fonología; es decir, los análisis contrastivos abordan diferentes fenómenos lingüísticos, que incluyen los sonidos, la forma, el vocabulario, los significados y la función de las palabras.  
Dentro de la lingüística contrastiva se encuentra también la gramática comparada, la lingüística histórica y la filología comparada. A diferencia de la gramática contrastiva, la gramática comparada estudia las lenguas a través del tiempo, es decir de manera diacrónica, con el objetivo de rastrear e identificar los elementos que se encuentran en su evolución. Por su parte, la gramática contrastiva estudia las semejanzas y diferencias entre dos lenguas que ocurren de manera simultánea, con el objetivo de identificar los elementos característicos de una lengua contrastada así como su adquisición y las posibles soluciones a los problemas de traducción.
La gramática contrastiva provee de elementos útiles para la enseñanza de lenguas, de hecho recurre para su labor a sus metodologías. Uno de sus principales aportes para la enseñanza de lenguas es la identificación de la tipología morfosintáctica de las lenguas en cuestión.

## Origen
Surgió en la mitad de los años 40 del siglo XX a partir de la teoría estructuralista del signo conductista. Tiene el objetivo de solucionar las dificultades surgidas en el uso del lenguaje común, así como para aprender y enseñar lenguas.

## Tipos
Las gramáticas contrastivas pueden ser unidireccionales o bidireccionales. La unidireccional se enfoca en las peculiaridades de una lengua, mientras que la bidireccional compara las peculiaridades de dos o más lenguas. 
Respecto al aprendizaje de lenguas, el estudio bidireccional evidencia las diferencias entre la lengua materna (L1) y la extranjera (L2) producen dificultades, ya que la L1 interfiere en la L2, lo cual puede provocar errores que pueden ser anticipados mediante el estudio de la interlengua.

## Características
Uno de los pioneros de la gramática contrastiva, Robert Lado, en su obra Linguistics Across Cultures, afirma que el análisis comparativo entre lenguas podría crear mejores modelos pedagógicos para la enseñanza de lenguas al anticipar problemas que se pueden presentar debido al patrón de las estructuras de las diferentes lenguas.  
La gramática contrastiva es más selectiva que sistemática, sólo se eligen para la comparación de los elementos gramaticales que varían entre ambas lenguas, ya que contrastarlos puede ayudar a entender mejor ese fenómeno. Es decir, los elementos que son iguales no pueden ser contrastados y por lo tanto se mantienen al margen del campo de estudio. La gramática contrastiva es un instrumento de análisis y por lo tanto es compatible con cualquier marco teórico.
La aplicación de la gramática contrastiva constituye una estrategia de aprendizaje, dado que facilita la comprensión y la memorización de los conceptos estudiados.